# Konstantin Łukaszew
Konstantin Ignatiewicz Łukaszew, ros. Константин Игнатьевич Лукашев (ur. 25 grudnia 1905?/7 stycznia 1906 w Gorodcu, gubernia mohylewska, Imperium Rosyjskie, zm. 23 maja 1987 w ZSRR) – radziecki i białoruski geolog, geochemik, geograf, działacz gospodarczy, członek Akademii Nauk BSSR (1953-).

## Życiorys
Urodził się w rodzinie chłopskiej. Ukończył Leningradzki Uniwersytet Państwowy (Ленинградский государственный университет), specjalizując się w geografii gleb (1930, według innych źródeł, w 1931), jednocześnie angażując się do pracy na tejże uczelni w charakterze asystenta w katedrze drogowego gleboznawstwa. Uzyskał tytuł doktora nauk geologicznych i mineralogicznych (1937), profesora (1938); pełnił funkcję m.in. kierownika wydziału, dziekana wydziału geologiczno-glebo-geograficznego, i dyrektora (rektora) uczelni (1938–1939). Uczestniczył w pracach badawczych przed podjęciem budowy Magistrali Bajkalsko-Amurskiej (1932–1935).
Jego dotychczasowe umiejętności organizacyjne sprawiły, iż przeniesiono go do pracy w resorcie handlu zagranicznego, powierzając mu pełnienie obowiązków prezesa radzieckiej spółki handlowej Amtorg w Nowym Jorku (1939–1944), oraz wiceprzewodniczącego Radzieckiej Komisji Zamówień Rządowych w Stanach Zjednoczonych (Советская Правительственная Закупочная Комиссия) (1942–1944); przez około 2 miesiące p.o. jej przewodniczącego. Po powrocie do kraju objął stanowisko kierownika Katedry Handlu Międzynarodowego (1945–1947) i Katedry Geografii Ekonomicznej (1947–1952) Instytutu Handlu Zagranicznego MHZ ZSRR (Институт внешней торговли МВТ СССР) w Moskwie. Jednocześnie na Wydziale Geografii Moskiewskim Uniwersytecie Państwowym, kierował Katedrą Geografii Fizycznej Świata i Geoekologii (1949–1952). Przeniesiony został na Białoruś, gdzie był m.in. rektorem Białoruskiego Uniwersytetu Państwowego (1952–1957), wiceprezydentem Akademii Nauk BSSR (1956–1969), kierownikiem Pracowni Problemów Geochemicznych AN BSSR (Лаборатория геохимических проблем АН БССР) (1963–1979), oraz dyrektorem Instytutu Geochemii i Geofizyki AN BSSR (Институт геохимии и геофизики АН БССР) (1971–1977). Prowadził też prace nad nowymi złożami ropy naftowej na Białorusi.
Był członkiem KPZR (1927–), Komitetu Centralnego KPB, Rady Najwyższej BSSR, i Prezydium Rady Najwyższej BSSR; założycielem (1954) i prezydentem Białoruskiego Towarzystwa Geograficznego (Белорусское географическое общество) (1957–1960), jak i przewodniczącym Republikańskiego Zarządu Towarzystwa Znanie (Знание) (1956–1972); radnym Leningradu.